# Leisting
Leisting of inleisting of gaan liggen (pactum obstagii) is een middeleeuwse rechtsterm waarmee een borgstelling werd geduid voor iemands schuld of voor schulden van anderen. Schuldbekentenissen werden geoorkond onder verband van leisting. Men verbond zich om in leisting te komen wanneer de schulden niet op tijd gelost werden. Dat hield in dat men vrijwillig in gijzeling ging, met een gevolg van paarden en mannen, in een herberg, in een overeengekomen plaats, waar men op eigen kosten verbleef. De schuldenaar kreeg dan de tijd om eventueel geld te lenen van Lombarden of joden om alsnog zijn schuld te kunnen voldoen. 
Iemand die zich verbonden had tot inleisting kon zich laten vervangen. Zo kon de graaf van Gelre die met acht wel toegeruste paarden in leisting moest komen als hij de overeenkomst met Nijmegen niet na kwam, zich laten vervangen door twee ridders, met eveneens acht paarden.
Leisting kwam ook voor in overeenkomsten waar borgen meezegelden zoals in huwelijksovereenkomsten. Zo verbonden op 1 maart 1333 de grote steden zich om ieder met vier mannen en vier paarden, en de ridders ieder met één man en één paard in leisting te komen te Ghulich [in] ene ersame heberghe, bij niet nakomen van de huwelijksovereenkomst tussen de oudste dochter van de graaf van Gelre, Margreten, en de oudste zoon van de graaf van Gulik, Gerard.
De oudst bekende overeenkomst van inleisting of inrijding in Gelre is van 27 januari 1226. Leisting kwam tot in de 16de eeuw voor. In Gelre is leisting op 13 december 1473 afgeschaft middels een bevelschrift van de raad van de hertog van Bourgondië. Leisting zou een grote verderfflike snoede zijn en werd verboden op verbeurte van lijf en goed.